# Пјевекија (Фиренца)
Пјевекија је насеље у Италији у округу Фиренца, региону Тоскана.
Према процени из 2011. у насељу је живело 37 становника. Насеље се налази на надморској висини од 267 м.